# Antoine Artous
Antoine Artous, né en 1946, est docteur en science politique et membre de la rédaction de la revue ContreTemps. Il se définit comme un « marxiste critique » et coanimateur de la collection « Mille marxisme » chez Syllepse. Il a été militant de la Ligue communiste, puis, après l’interdiction de cette dernière, de la Ligue communiste révolutionnaire.

## Biographie
Fils d'instituteurs, Antoine Artous passa son enfance à Gages, près de Rodez, élevé dans une famille de tradition de gauche, fortement laïque. Il commença à militer lorsqu’il devint interne en classe préparatoire (hypokhâgne) au lycée Pierre-de-Fermat à Toulouse, en 1964. À la rentrée 1965, il resta peu de temps en khâgne et s’inscrivit à la Faculté des Lettres de Toulouse, en philosophie, puis est l'un des animateurs de Mai 68 à Toulouse. Antoine Artous est bénévole à temps complet après mai-juin 1968, ses revenus provenant d'une bourse d'agrégation et de sa famille puis permanent payé  vers 1971, alors qu'il est membre du comité central de la Ligue communiste. Il entre au bureau politique, toujours comme permanent, lors du congrès de création de la LCR en décembre 1974, avec comme responsabilités  le « travail jeune » et le « travail femme ».

## Thèmes de travail
Outre des articles plus directement politique,  l’un de ses thèmes de travail porte sur l’État, la démocratie et la citoyenneté, avec un retour critique sur la tradition marxiste.
Outre les textes de Marx, il a commenté des auteurs comme Nikos Poulantzas notamment son livre L’État le pouvoir et le socialisme, ou Etienne Balibar et ses analyses sur la citoyenneté et « l’égaliberté ». Il travaille également autour des théories de la valeur et du fétichisme chez Marx, avec, outre un travail sur les textes de Marx, une préface à une nouvelle édition des Essais sur la théorie de la valeur de Marx (Syllepse 2009), une discussion critique des analyses de Moische Postone dans Travail et domination sociale (Mille et une nuits 2003), ou encore des échanges avec Jean-Marie Harribey à propos de son livre La richesse, la valeur et l’inestimable (LLL 2013). Enfin, il a un retour critique sur la tradition d’analyse marxiste autour du thème « Capitalisme et  oppression des femmes ».

## Ouvrages et articles
- Nature et forme de l'État capitaliste (collectif), Paris, Syllepse, 2015  (ISBN 978-2-84950-455-0)
- Marx, l'État et la politique, Paris, Syllepse, 1999  (ISBN 978-2907993715) ; traduction en castillan Marx, el Estado y la política, Sylone, Barcelona, 2016  (ISBN 978-84-942981-6-5).
- Travail et émancipation sociale : Marx et le travail, Paris, Syllepse, 2003  (ISBN 978-2847970418)[7],[8]
- Nouveaux défis pour la gauche radicale, Émancipation et individualisation, avec Olivier Besancenot et Philippe Corcuff, Le Bord de l'Eau, 2004  (ISBN 978-2915651010)
- Le fétichisme chez Marx, Paris, Syllepse, 2006  (ISBN 978-2849500729),  (ISSN 1968-3960) (pages 119-124)[9]
- La France des années 1968, Paris, Syllepse, 2008  (ISBN 978-2849501566)
- Citoyenneté, démocratie, émancipation. Marx, Lefort, Balibar, Rancière, Rosanvallon, Negri…, Paris, Syllepse, 2010  (ISBN 978-2849502501)
- Karl Marx, Le travail et l'émancipation, textes choisis et présentés par Antoine Artous, Paris, Editions sociales, 2016  (ISBN 978-2-35367-025-3)
- Los orígenes de la opresión de la mujer, Fontamara, Barcelona, 1982  (ISBN 9788473670616). Édition espagnole, traduction du français en castillan.
- (de) « Marx und der Fetischismus », in Fetisch alrs heuristsche katégorie  (ISBN 978-3-8376-1584-5)
- "L’actualité de la théorie de la valeur de Marx. À propos de Moishe Postone, Temps, travail et domination sociale", in Marx politique, Jean-Numa Ducange et Isabelle Garo (sous la direction de), Paris, La Dispute, 2015[10]